# Марьянович, Никола
Никола Марьянович (серб. Nikola Marjanović; 10 октября 1905, Белград — 6 марта 1983, Белград) — югославский футболист, игравший на позиции нападающего. Известный по выступлениям за клуб БСК, а также национальную сборную Югославии. Четырехкратный чемпион Югославии. Старший брат нападающего Благое Марьяновича.

## Клубная карьера
Начинал карьеру вместе с братом Благое в клубе «Югославия», в составе которой выступал до 1924 года.
В 1924 году присоединился к команде БСК (брат перейдет в эту команду через два года). В 1927, 1929 и 1930 годах становился, вместе с командой, победителем чемпионом Белграда. Сильнейшие команды региональных лиг получали возможность посоревноваться за звание чемпиона Югославии. В конце 20-х годов БСК стабильно боролся за награды национального чемпионата, благодаря чему Никола дважды получал серебро в 1927 и 1929 годах, а также бронзу в 1928 году.
В 1927 году участвовал в Кубка Митропы, престижного турнира для ведущих команд Центральной Европы. Белградский клуб выбыл на первой стадии соревнований, уступив венгерской команде «Хунгария» (2: 4, 0: 4). Никола в первом матче отметился забитым голом, в ответном матче участия не принимал.
Свою первую победу в чемпионате Югославии с клубом БСК завоевал в 1931 году. Столичный клуб выиграл все 10 матчей турнира, опередив ближайшего преследователя загребскую «Конкордию» на 9 очков. Лидерами той команды были Милорад Арсеньевич, Александар Тирнанич, Благое Марьянович, Джордж Вуядинович, Любиша Джорджевич, являвшиеся ведущими игроки национальной сборной. Никола также сыграл значительную роль в этой победе, сыграл во всех десяти матчах чемпионата и отметился тремя забитыми голами.
Позже еще трижды выигрывал титул чемпиона Югославии в 1933, 1935 и 1936 годах.

## Выступления за сборную
В 1928 году Марьянович попали в заявку сборной на Олимпийские игры 1928 года в Амстердаме, но на поле не выходил.
Дебют игрока в официальных матчах в составе национальной сборной Югославии состоялся в 1933 году в игре против Испании (1: 1). Этот матч остался единственным для футболиста в форме главной команды страны.
Также выступал в составе сборной Белграда, за которую сыграл 13 матчей. В частности, в 1926 году был участником Кубка югославской федерации, турнира для сборных крупнейших городов Югославии. Белград дошел до финала соревнований .

## Трофеи и достижения
- Чемпион Югославии : 1930-31, 1932-33, 1934-35, 1935-36
- Серебряный призер чемпионата Югославии : 1927, 1929
- Чемпион футбольной ассоциации Белграда : 1927, 1929, 1930
- Серебряный призер Кубка короля Александра : 1926